# Condado de Richmond (Carolina del Norte)
El condado de Richmond (en inglés: Richmond County, North Carolina), fundado en 1779, es uno de los 100 condados del estado estadounidense de Carolina del Norte. En el año 2000 tenía una población de 46 564 habitantes con una densidad poblacional de 38 personas por km². La sede del condado es Rockingham.

## Geografía
Según la Oficina del Censo, el condado tiene un área total de 1243 km² (479,9 mi²), de la cual 1228 km² (474,1 mi²) es tierra y 16 km² (6,2 mi²) es agua.

### Municipios
El condado se divide en siete municipios: Municipio de Beaverdam, Municipio de Black Jack, Municipio de Marks Creek, Municipio de Mineral Springs, Municipio de Rockingham, Municipio de Steeles y Municipio de Wolf Pit.

### Condados adyacentes
- Condado de Montgomery - norte
- Condado de Moore - noreste
- Condado de Scotland - sureste
- Condado de Malboro - sur
- Condado de Anso - oeste

## Demografía
En el 2000 la renta per cápita promedia del condado era de $28 830, y el ingreso promedio para una familia era de $35 226. El ingreso per cápita para el condado era de $14 485. En 2000 los hombres tenían un ingreso per cápita de $27 308 contra $20 453 para las mujeres. Alrededor del 19.60% de la población estaba bajo el umbral de pobreza nacional.

## Lugares

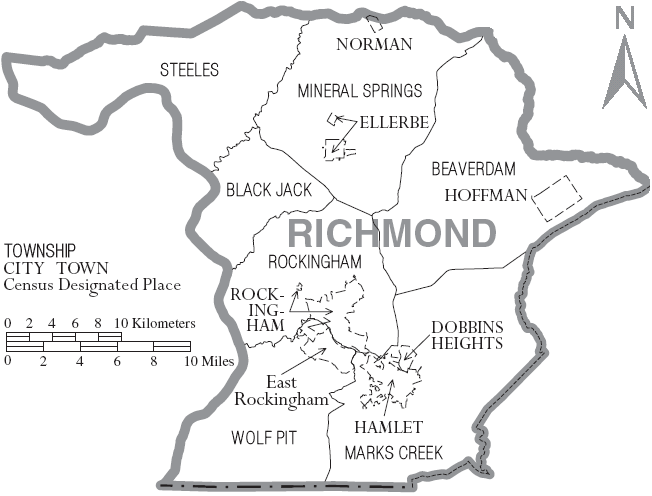
Mapa del Condado de Richmond en Carolina del Norte con sus municipios

### Ciudades y pueblos
- Dobbins Heights
- East Rockingham
- Ellerbe
- Hamlet
- Hoffman
- Norman
- Rockingham
- Cordova

### Carreteras Principales
- U.S. Route 1
- Interestatal 74 / U.S. Route 74
- U.S. Highway 220